# Грецов, Юрий Владимирович
Юрий Владимирович Грецов (8 апреля 1947, Орёл — 20 ноября 2011, Воронеж) — советский и российский театральный режиссёр и актёр, театральный деятель, заслуженный артист России.

## Биография
Работал в Волгоградском ТЮЗе, русском театре драмы в Вильнюсе.
С 1972 года — в Воронежском театре юного зрителя, где сыграл десятки ролей. Среди спектаклей, в которых был занят Юрий Грецов: «Как закалялась сталь», «Три мушкетёра», «Село Степанчиково и его обитатели», «Продавец дождя», «Над пропастью во ржи». Наиболее яркая режиссёрская работа — «Валентин и Валентина» по пьесе Михаила Рощина. С 1998 года — директор ТЮЗа.